# Blue Springs (Alabama)
Blue Springs és una població dels Estats Units a l'estat d'Alabama. Segons el cens del 2007 tenia 115 habitants.

## Demografia
Segons el cens del 2000, Blue Springs tenia 121 habitants, 49 habitatges, i 36 famílies. La densitat de població era de 16,2 habitants/km².
Dels 49 habitatges en un 28,6% hi vivien nens de menys de 18 anys, en un 67,3% hi vivien parelles casades, en un 6,1% dones solteres, i en un 24,5% no eren unitats familiars. En el 20,4% dels habitatges hi vivien persones soles el 10,2% de les quals corresponia a persones de 65 anys o més que vivien soles. El nombre mitjà de persones vivint en cada habitatge era de 2,47 i el nombre mitjà de persones que vivien en cada família era de 2,84.
Per edats la població es repartia de la següent manera: un 22,3% tenia menys de 18 anys, un 7,4% entre 18 i 24, un 28,1% entre 25 i 44, un 31,4% de 45 a 60 i un 10,7% 65 anys o més.
L'edat mediana era de 39 anys. Per cada 100 dones hi havia 95,2 homes. Per cada 100 dones de 18 o més anys hi havia 95,8 homes.
La renda mediana per habitatge era de 38.000 $ i la renda mediana per família de 38.250 $. Els homes tenien una renda mediana de 27.000 $ mentre que les dones 21.500 $. La renda per capita de la població era de 17.224 $. Aproximadament el 6,5% de les famílies i el 4,3% de la població estaven per davall del llindar de pobresa.

## Poblacions més properes
El següent diagrama mostra les poblacions més properes.